# (1413) Roucarie
(1413) Roucarie – planetoida z pasa głównego asteroid okrążająca Słońce w ciągu 5 lat i 98 dni w średniej odległości 3,03 au. Została odkryta 12 lutego 1937 roku w Algiers Observatory w Algierze przez Louisa Boyera. Nazwa planetoidy pochodzi od matki odkrywcy. Przed jej nadaniem planetoida nosiła oznaczenie tymczasowe (1413) 1937 CD.